# Мармелейру (Парана)
Мармелейру (порт. Marmeleiro) — муниципалитет в Бразилии, входит в штат Парана. Составная часть мезорегиона Юго-запад штата Парана. Входит в экономико-статистический микрорегион Франсиску-Белтран. Население составляет 12 785 человек на 2006 год. Занимает площадь 387,680 км². Плотность населения — 33,0 чел./км².

## История
Город основан 25 июля 1960 года. 

## Статистика
- Валовой внутренний продукт на 2003 год составляет 119 536 202,00 реалов (данные: Бразильский институт географии и статистики).
- Валовой внутренний продукт на душу населения на 2003 год составляет 9063,33 реалов (данные: Бразильский институт географии и статистики).
- Индекс развития человеческого потенциала на 2000 год составляет 0,753 (данные: Программа развития ООН).

## География
Климат местности: субтропический. В соответствии с классификацией Кёппена, климат относится к категории Cfa.